# Dorotheanthus gramineus
Dorotheanthus gramineus é uma espécie de planta com flor pertencente à família Aizoaceae. 
A autoridade científica da espécie é (Haw.) Schwantes, tendo sido publicada em Möller's Deutsche Gärtner-Zeitung 42: 282. 1927.

## Portugal
Trata-se de uma espécie presente no território português, nomeadamente em Portugal Continental.
Em termos de naturalidade é introduzida na região atrás indicada.

## Protecção
Não se encontra protegida por legislação portuguesa ou da Comunidade Europeia.